# Retreat
『Retreat』は、アメリカ合衆国のテレビドラマ『バフィー 〜恋する十字架〜』のコミック版。
第8シーズンの第26作から第30作までの5部作で、トワイライト率いる悪のスレイヤークラブとバフィー率いるウォッチャー・カウンシル（後見人委員会）の総力戦が描かれる。

## スタッフ
- 制作総指揮：ジョス・ウィードン
- 原案：ジェーン・エスペンソン[3]

## ストーリー
数名のスレイヤーとともにウォーレンの隠れ家に忍び込んだアンドリューは、かつての親友ウォーレンが余命いくばくもないことを知る。一方、バフィーの危機を知ったジャイルズたちはカウンシル本部にいるバフィーのもとへ駆けつける。城に集結したスレイヤーたちの前に、悪のスレイヤークラブの面々が押し掛ける。バフィーたちは魔力で対抗するが、苦戦を強いられる。形勢不利と見た彼女は潜水艦に乗り、チベットへ向けて脱出する。しかし、トワイライト側も魔術を使い、バフィーらを追ってチベットに出現する。トワイライト側の動きを察知したバフィーは、ウィローとともに地底から3人の女神を呼び出し、形勢を有利に持ち込む。しかし女神たちの裏切りにより、スレイヤーたちが囚われの身になってしまう。

## 登場人物
アンドリュー・ウェルズ
ウォッチャー・カウンシルに属するウォッチャー。
バフィー・アン・サマーズ
バンパイア・スレイヤー。ウォッチャー・カウンシルのチーフ。
ウォーレン・ミアーズ
皮膚のない男。アンドリューの旧友。
フェイス・レーヘン
バンパイア・スレイヤー
ルパート・ジャイルズ
ウォッチャー。
ウィロー・ローゼンバーグ
バフィーの親友。魔女。
トワイライト
謎の怪人。
ダニエル・オズボーン
寺に住む男。ウィローの元恋人。
エイミー・マディソン
ウォーレンの恋人。ウィローの元親友。
ライリー・フィン
バフィーの元恋人。現在は悪のスレイヤークラブのメンバー。
ベイ
オズの妻。現地人。
ザンダー・ハリス
バフィーの親友でドーンの恋人。
ドーン・サマーズ
バフィーの妹。

### ダークホースコミックスのホームページ
- Retreat PartI
- Retreat PartII
- Retreat PartIII
- Retreat PartIV
- Retreat PartV

### その他
- 非公式ホームページ - ウェイバックマシン（2015年1月28日アーカイブ分）